# Distrito electoral 7 (condado de Cedar, Nebraska)
El distrito electoral 7 (en inglés: Precinct 7) es un distrito electoral ubicado en el condado de Cedar en el estado estadounidense de Nebraska. En el Censo de 2010 tenía una población de 172 habitantes y una densidad poblacional de 1,86 personas por km².

## Geografía
El distrito electoral 7 se encuentra ubicado en las coordenadas 42°39′20″N 97°4′26″O / 42.65556, -97.07389. Según la Oficina del Censo de los Estados Unidos, el distrito electoral 7 tiene una superficie total de 92.55 km², que corresponden a tierra firme.

## Demografía
Según el censo de 2010, había 172 personas residiendo en el distrito electoral 7. La densidad de población era de 1,86 hab./km². De los 172 habitantes, el distrito electoral 7 estaba compuesto por el 98.84% blancos, el 0% eran afroamericanos, el 0% eran amerindios, el 0% eran asiáticos, el 0% eran isleños del Pacífico, el 0% eran de otras razas y el 1.16% pertenecían a dos o más razas. Del total de la población el 0% eran hispanos o latinos de cualquier raza.